# Mikhaïl Jvanetski
Mikhaïl Mikhaïlovitch Jvanetski (en russe : Михаи́л Миха́йлович Жване́цкий), né le 6 mars 1934 à Odessa et mort le 6 novembre 2020 à Moscou est un écrivain, humoriste et animateur de télévision russe,,,,,.

## Biographie
Mikhaïl Jvanetski nait dans la famille de médecins Manet (Emmanuel) Moiseyevich Jvanetski (1889 ou 1892, Dmitrashkovka - 1957, Otrada) et Raïssa Yakovlevna Jvanetskaïa. Il grandit à Tomachpol dans l'Oblast de Vinnytsia, où son père est chirurgien et médecin en chef à l'hôpital de district, et sa mère une dentiste. Avec le déclenchement de la Grande Guerre patriotique, son père est enrôlé dans l'armée, en tant que médecin militaire, il recevra un ordre de l'Étoile Rouge en 1942. La famille rentre à Odessa de l'évacuation après la libération de la ville en 1944. Mikhaïl Jvanetski est scolarisé à l' école no 118e secondaire pour garçons.
Il fait ses études à l'Université Nationale Maritime d'Odessa. Il commence son travail littéraire en écrivant saynètes et monologues pour le théâtre amateur Parnasse-2 d'Odessa qu'il fonde avec son camarade d'études Viktor Iltchenko. Il se lie d'amitié avec Roman Kartsev qui intègre également la troupe de Parnasse. Diplômé en 1956, il occupe les fonctions de mécanicien de maintenance des grues dans le port d'Odessa. En 1963, sa rencontre avec le célèbre humoriste Arkadi Raïkine qui passe en tournée à Odessa lui offre l'occasion de proposer ses œuvres pour le répertoire du théâtre des miniatures léningradois. En 1964, Raïkine l'invite dans sa troupe en tant que chef de section littéraire,. Il commence ensuite à lire ses propres écrits sur scène, d'abord à la Philharmonie d'Odessa, puis au théâtre de l'Ermitage de Moscou. On le voit régulièrement dans l'émission humoristique Autour du rire très populaire en URSS.
En 1988, il fonde le théâtre de miniatures dans le district Tverskoï de Moscou où il occupe le poste de directeur artistique.
En 2001, ses écrits sont publiés dans un recueil en quatre volumes.
De 2002 à 2019, il anime une émission humoristique mensuelle Sentinelle du pays (Дежурный по стране) diffusée sur la chaîne Rossiya 1.
Il met fin à sa carrière en automne 2020.
Mort à Moscou à l'âge de 86 ans, Mikhaïl Jvanetski est inhumé au cimetière de Novodevitchi.

## Hommages
- En 1998, un monument à Jvanetski, œuvre de sculpteur Vladimir Traskov - est inauguré devant le musée de littérature d'Odessa.
- Le boulevard des Arts d'Odessa a été rebaptisé boulevard Zhvanetsky en avril 2009.

## Distinctions

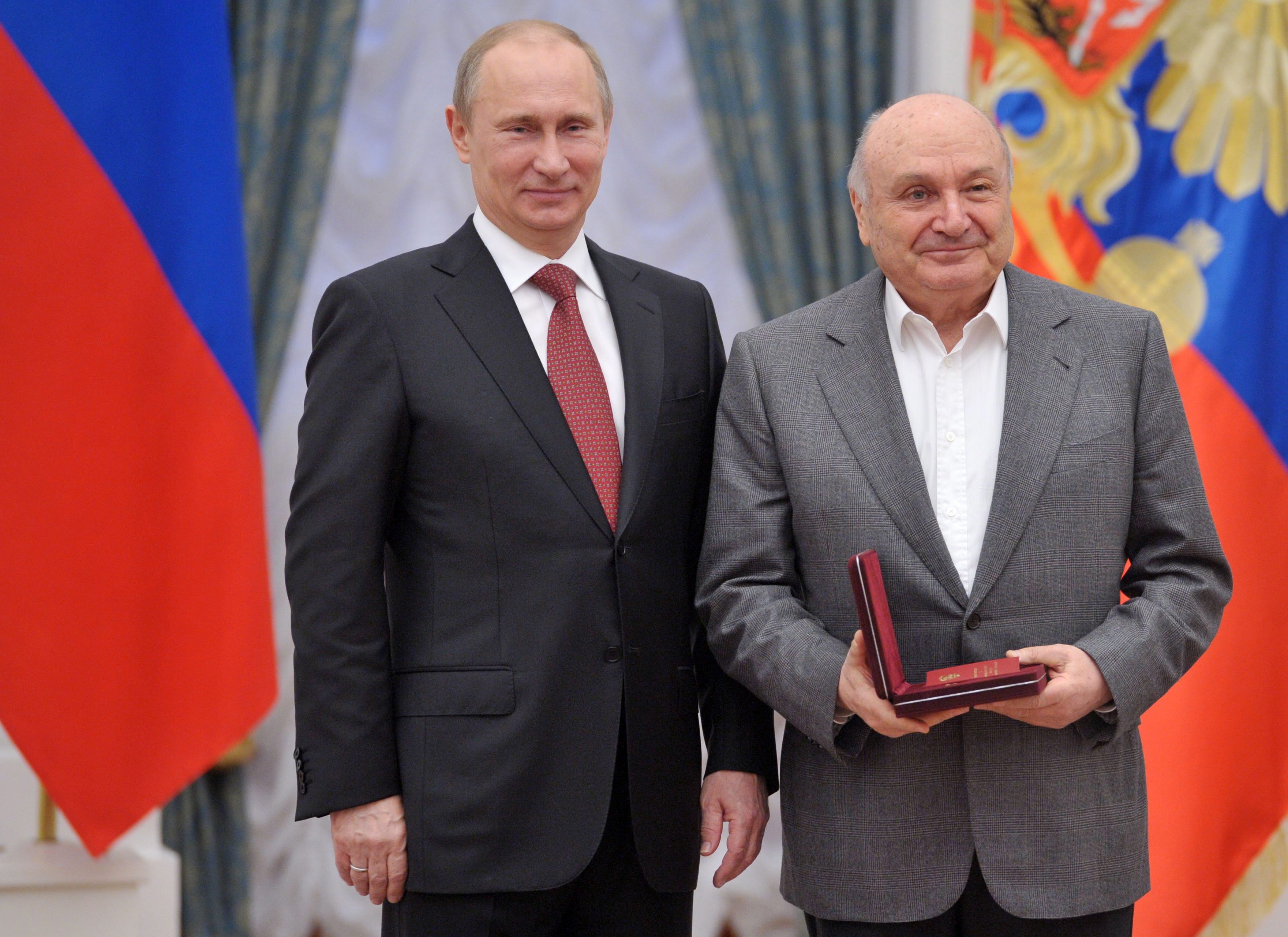
Avec Vladimir Poutine le 26 décembre 2012

- ordre de l'Amitié des peuples : 1994
- prix d'État de la fédération de Russie : 2001
- ordre du Mérite pour la Patrie : de 4e classe : 2009
- Artiste du peuple de la fédération de Russie : 2012
- Prix TEFI dans la catégorie meilleure émission humoristique : 2006
- ordre du Mérite pour la Patrie : de 3e classe : 2019[15]